# Aspasma
Aspasma is een monotypisch geslacht van straalvinnige vissen uit de familie van schildvissen (Gobiesocidae).

## Soort
- Aspasma minima (Döderlein, 1887)